# Boris Andrianowitsch Stenin
Boris Andrianowitsch Stenin (russisch Борис Андрианович Стенин, * 17. Januar 1935 in Arti; † 18. Januar 2001 in Moskau) war ein russischer Eisschnellläufer, der für die Sowjetunion startete.
Stenin wurde 1960 in Davos Mehrkampfweltmeister. Im selben Jahr errang er die Silbermedaille bei der Mehrkampfeuropameisterschaft und die Bronzemedaille über 1500 Meter bei den Olympischen Winterspielen 1960 in Squaw Valley. Daraufhin wurde er mit der Oscar Mathisen Memorial Trophy ausgezeichnet.
Stenin war mit der Eisschnelllaufweltmeisterin Walentina Stenina verheiratet. Er arbeitete später als Trainer, Sportwissenschaftler und Offizieller bei der ISU. 